# Yukarıborandere, Pınarbaşı
Yukarıburandere là một xã thuộc huyện Pınarbaşı, tỉnh Kayseri, Thổ Nhĩ Kỳ. Dân số thời điểm năm 2008 là 941 người.